# 李炳照
李炳照，山东惠民人，是一名清朝政治人物。增贡生出身。
李炳照曾于1845年接替朱瀚任青浦县知县一职，1846年由金镕接任。